# Yadaly Diaby
Yadaly Diaby (Saint-Pierre, 9 agosto 2000) è un calciatore francese naturalizzato guineano, attaccante del Grenoble.

## Carriera

### Club
Cresciuto nel settore giovanile dell'Andrézieux, nel 2021 viene acquistato dal Clermont Foot che lo aggrega alla propria seconda squadra; fa il suo esordio fra i professionisti il 1º dicembre in occasione dell'incontro di Ligue 1 pareggiato 2-2 contro il Lens.

### Nazionale
Nel 2023 ha esordito nella nazionale guineana.

## Statistiche

### Presenze e reti nei club
Statistiche aggiornate al 1º dicembre 2021.
| Stagione        | Squadra         | Campionato      | Campionato | Campionato | Coppe nazionali | Coppe nazionali | Coppe nazionali | Coppe continentali | Coppe continentali | Coppe continentali | Altre coppe | Altre coppe | Altre coppe | Totale | Totale |
| Stagione        | Squadra         | Comp            | Pres       | Reti       | Comp            | Pres            | Reti            | Comp               | Pres               | Reti               | Comp        | Pres        | Reti        | Pres   | Reti   |
| --------------- | --------------- | --------------- | ---------- | ---------- | --------------- | --------------- | --------------- | ------------------ | ------------------ | ------------------ | ----------- | ----------- | ----------- | ------ | ------ |
| 2019-2020       | Andrézieux      | N2              | 7          | 0          | CF              | 0               | 0               |                    | -                  | -                  |             | -           | -           | 7      | 0      |
| 2020-2021       | Andrézieux      | N2              | 9          | 1          | CF              | 2               | 0               |                    | -                  | -                  |             | -           | -           | 11     | 1      |
| 2021-2022       | Clermont Foot 2 | N3              | 7          | 4          |                 | -               | -               |                    | -                  | -                  |             | -           | -           | 7      | 4      |
| 2021-2022       | Clermont Foot   | L1              | 5          | 0          | CF              | 1               | 0               |                    | -                  | -                  |             | -           | -           | 6      | 0      |
| Totale carriera | Totale carriera | Totale carriera | 28         | 5          |                 | 3               | 0               |                    | -                  | -                  |             | -           | -           | 31     | 5      |

### Cronologia presenze e reti in nazionale
| Cronologia completa delle presenze e delle reti in nazionale ― Guinea | Cronologia completa delle presenze e delle reti in nazionale ― Guinea | Cronologia completa delle presenze e delle reti in nazionale ― Guinea | Cronologia completa delle presenze e delle reti in nazionale ― Guinea | Cronologia completa delle presenze e delle reti in nazionale ― Guinea | Cronologia completa delle presenze e delle reti in nazionale ― Guinea | Cronologia completa delle presenze e delle reti in nazionale ― Guinea | Cronologia completa delle presenze e delle reti in nazionale ― Guinea |
| Data                                                                  | Città                                                                 | In casa                                                               | Risultato                                                             | Ospiti                                                                | Competizione                                                          | Reti                                                                  | Note                                                                  |
| --------------------------------------------------------------------- | --------------------------------------------------------------------- | --------------------------------------------------------------------- | --------------------------------------------------------------------- | --------------------------------------------------------------------- | --------------------------------------------------------------------- | --------------------------------------------------------------------- | --------------------------------------------------------------------- |
| 24-3-2023                                                             | Casablanca                                                            | Guinea                                                                | 2 – 0                                                                 | Etiopia                                                               | Qual. Coppa d'Africa 2023                                             | -                                                                     | 77’                                                                   |
| 27-3-2023                                                             | Rabat                                                                 | Etiopia                                                               | 2 – 3                                                                 | Guinea                                                                | Qual. Coppa d'Africa 2023                                             | -                                                                     | 74’                                                                   |
| 17-6-2023                                                             | Cornellà de Llobregat                                                 | Brasile                                                               | 4 – 1                                                                 | Guinea                                                                | Amichevole                                                            | -                                                                     | 73’                                                                   |
| 9-9-2023                                                              | Lilongwe                                                              | Malawi                                                                | 2 – 2                                                                 | Guinea                                                                | Qual. Coppa d'Africa 2023                                             | -                                                                     | 84’                                                                   |
| 13-10-2023                                                            | Setúbal                                                               | Guinea                                                                | 1 – 0                                                                 | Guinea-Bissau                                                         | Amichevole                                                            | -                                                                     | 46’                                                                   |
| 21-3-2025                                                             | Abidjan                                                               | Guinea                                                                | 0 – 0                                                                 | Somalia                                                               | Qual. Mondiali 2026                                                   | -                                                                     | 88’                                                                   |
| 25-3-2025                                                             | Kampala                                                               | Uganda                                                                | 1 – 0                                                                 | Guinea                                                                | Qual. Mondiali 2026                                                   | -                                                                     | 75’                                                                   |
| Totale                                                                |                                                                       | Presenze                                                              | 7                                                                     |                                                                       | Reti                                                                  | 0                                                                     |                                                                       |